# Jorge Céspedes
Jorge Céspedes (Trinidad, Bolivia. 14 de julio de 1990) es un futbolista boliviano. Juega de delantero y su actual equipo es el Royal Pari Fútbol Club de la Primera División de Bolivia.

## Clubes
| Club                   | País    | Año           |
| ---------------------- | ------- | ------------- |
| Bolívar                | Bolivia | 2009 - 2010   |
| Real Mamoré            | Bolivia | 2011 - 2012   |
| Real Potosí            | Bolivia | 2012 - 2013   |
| Sport Boys Warnes      | Bolivia | 2013-2014     |
| Petrolero              | Bolivia | 2014-2015     |
| Universitario de Beni  | Bolivia | 2017          |
| Royal Pari Fútbol Club | Bolivia | 2018-presente |